# Porte Dauphine
Pour les articles homonymes, voir Dauphine.
La porte Dauphine est un des accès du 16e arrondissement de Paris.

## Situation et accès

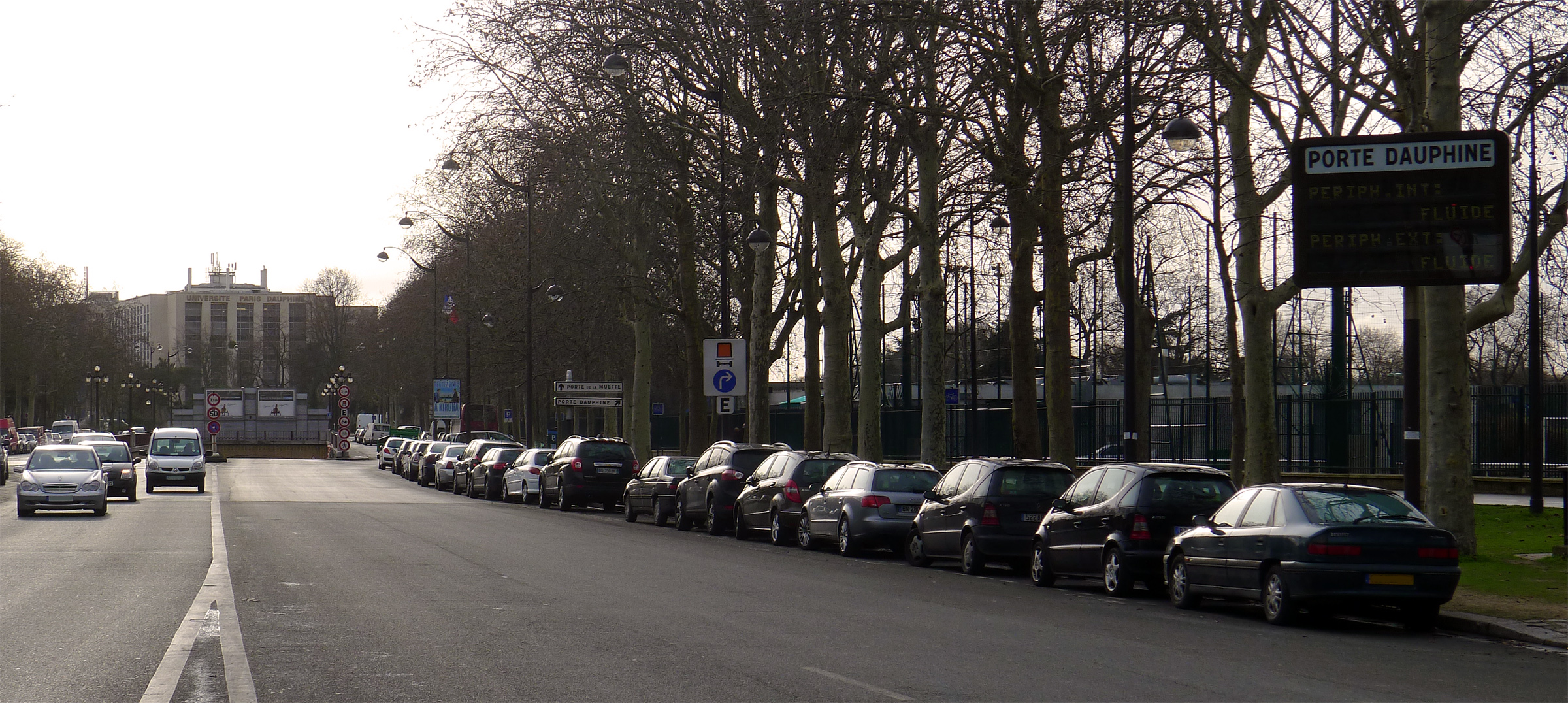
Boulevard de l'Amiral-Bruix au niveau de la porte Dauphine.

Cette porte est située à l'extrémité ouest de l'avenue Foch et aux abords du bois de Boulogne.
Ce site est desservi par la station de métro Porte Dauphine et part la ligne de bus RATP PC. Elle est desservie par le terminus de la ligne de tramway T3b, prolongée depuis la porte d'Asnières, à partir du 5 avril 2024,.

## Origine du nom
Le roi Louis XVI met à disposition de Marie-Antoinette le château de La Muette. Par son mariage, en 1770, celle-ci devient dauphine de France.

## Historique

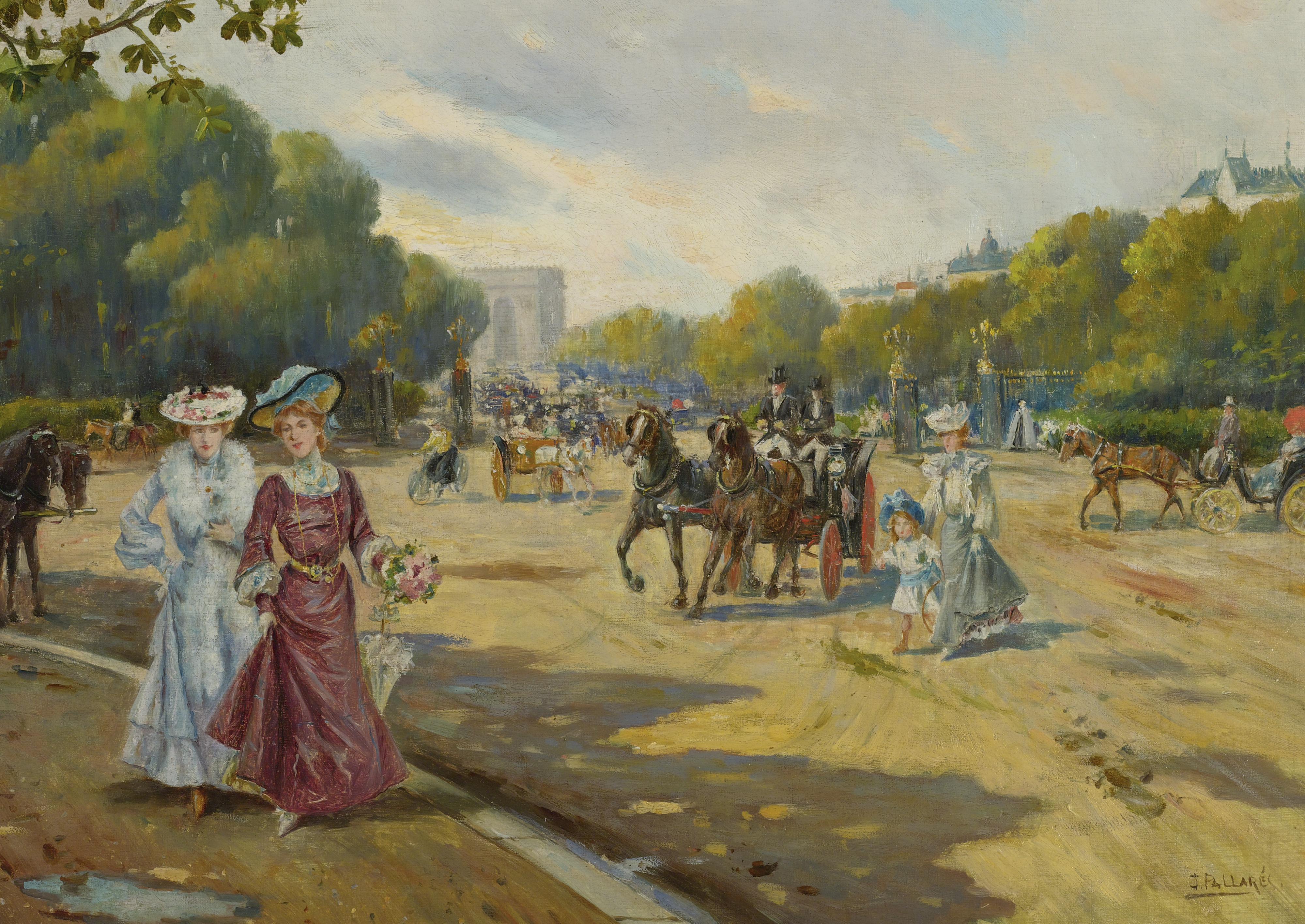
La porte Dauphine vue depuis le bois de Boulogne en 1872.

En octobre 1896, à l'occasion de leur visite en France, le tsar de Russie Nicolas II et son épouse Alexandra arrivent gare de Passy-la-Muette. Le cortège se dirige ensuite direction porte Dauphine puis emprunte l'avenue du Bois (actuelle avenue Foch), le trajet devant les conduire à l'ambassade de Russie. Porte Dauphine, ils sont accueillis par une foule de 5 à 6 000 personnes.
À la fin des années 1980, l'architecte Jean Nouvel propose d’y élever une tour de 420 mètres. Végétalisée, elle aurait été dotée de vitres sombres à sa base, qui s'éclaircissent au fur et à mesure avec l'altitude. Trop ambitieuse, elle ne voit pas le jour, souffrant notamment de la crise économique qui suit la première guerre du Golfe.

## Bâtiments remarquables et lieux de mémoire
La bouche de métro d'Hector Guimard est la dernière qui présente intactes des plaques de lave émaillées. C'est également le dernier édicule ferme de Guimard que la RATP n'a pas détruit.
La porte Dauphine a donné son nom à l’université Paris-Dauphine. Elle a également donné son nom au quartier qui l'entoure, le quartier de la Porte-Dauphine.

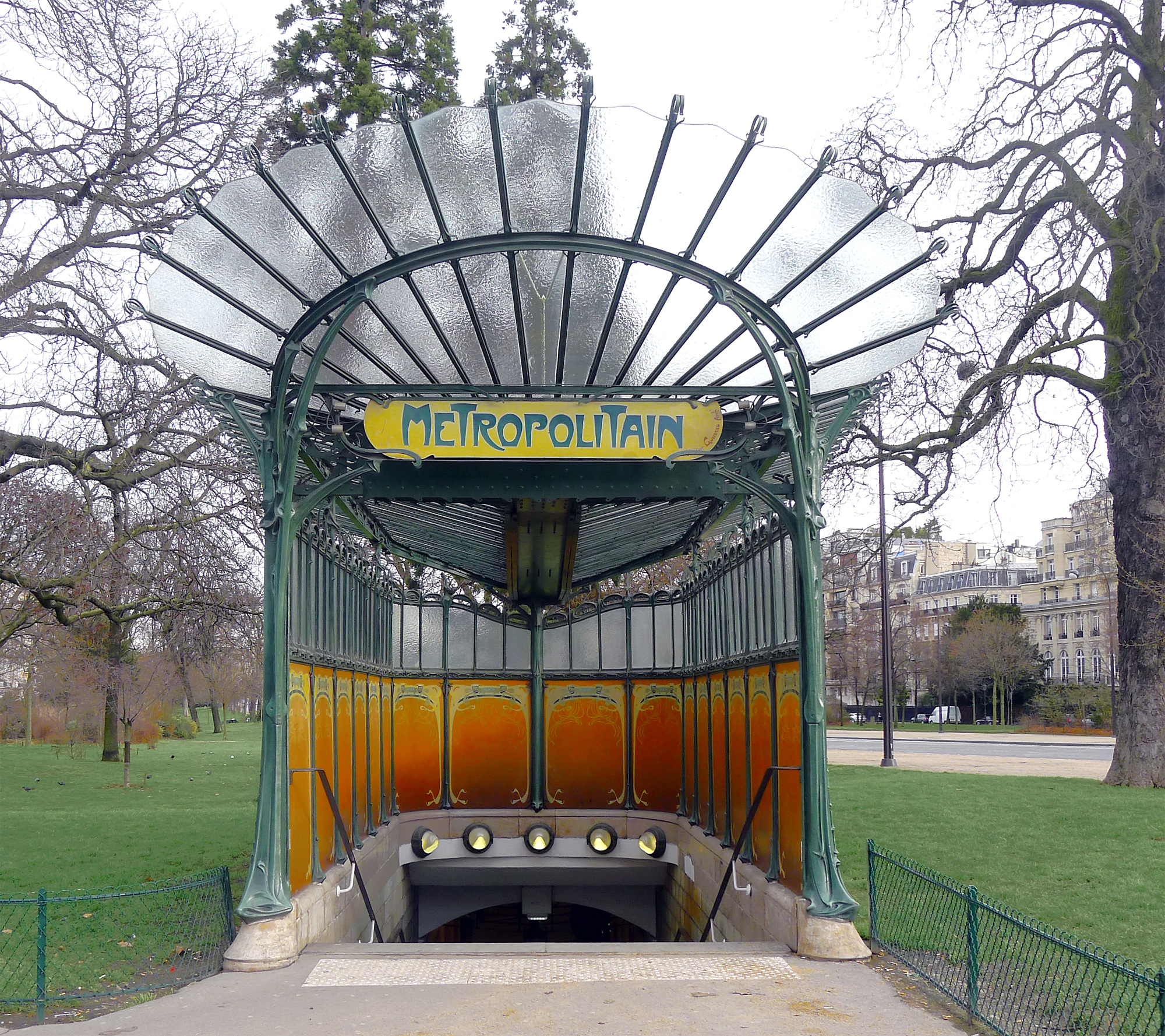
Edicule Guimard.
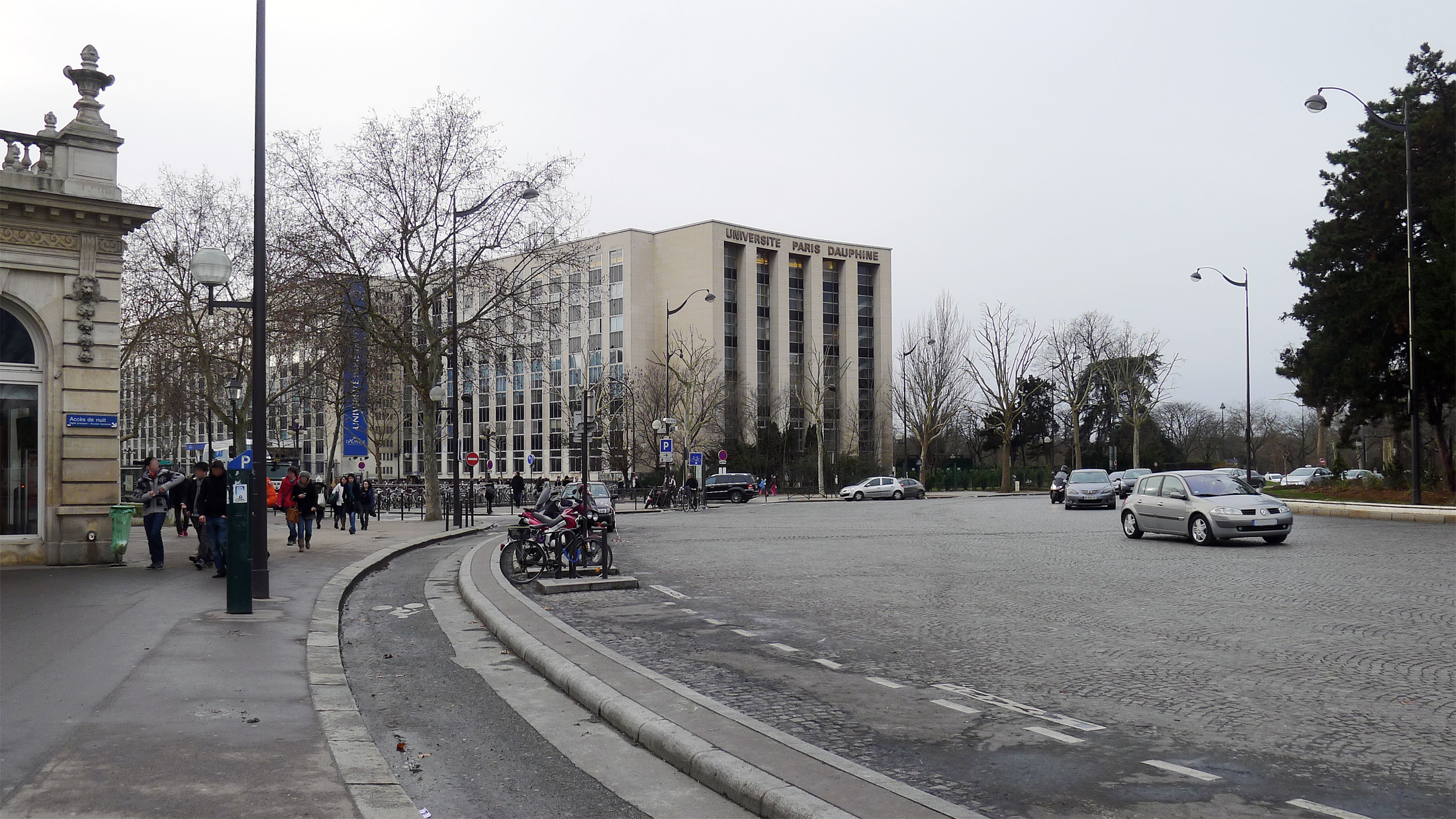
Université Paris-Dauphine.